# عمر عبد الله بيتوغن
عمر عبد الله بيتوغن، عالم شركسي من علماء الأزهر الشريف، وهو من الطلاب الشراكسة الموفدين للدراسة في الأزهر عام 1914م وقد استطاع الحصول على شهادة النظامية العالمية من الأزهر الشريف والتي تعادل درجة الدكتوراة في الجامعات الأخرى عام 1925م.
التحق بالعمل مدرسا في الجامع الأزهر لعدة سنوات. كان من وجوه المجتمع الشركسي في القاهرة، ومن المؤسّسين ل«جمعية الأخاء الشركسية» عام 1932 م، كما كان يرعى الطلبة الشراكسة الموفدين للازهر الشريف ويُذكر له انه شجّع هولاء الطلاب ودعمهم في تأسيس ناد رياضي يقام في الأزهر الشريف في عام 1927م.
أوفد بتاريخ 1/12/1940 م إلى اليابان، منتدبا من قبل الأزهر الشريف ليعمل داعية للإسلام ومدرسا للفقه الإسلامي هناك ولكنه اضطر للعوده إلى مصر عام 1942م بسبب قيام الحرب العالمية الثانية. نُقل إلى جامعة فاروق التي سمّيت بجامعة الإسكندرية فيما بعد بعد عودته من اليابان، ليكون أول مدرّس للشريعة اللإسلامية في الجامعة الجديدة. ألّف عدة كتب منها كتابه المشهور «أحكام الشريعة الأسلامية في الأحوال الشخصية» والذي صدرت منه ستة طبعات حتى عام 1968م. من الوظائف التي تولاها، منصب رئيس القسم الشرعي في جامعة الإسكندرية، ووكيل كلية الحقوق في جامعة الإسكندرية.